# Atalopsycha
Atalopsycha is een geslacht van vlinders van de familie sneeuwmotten (Lyonetiidae).

## Soorten
- A. atyphella Meyrick, 1880
- A. melanthes Meyrick, 1887